# Технікум
Те́хнікум — у СРСР назва основного типу навчальних закладів, що готують фахівців з середньою спеціальною освітою для різних галузей промисловості, будівництва, сільського господарства, транспорту і зв'язку, економіки й права (фахівців середньої кваліфікації не індустріального типу готують середні професійні училища: педагогічні, медичні, художні, театральні та ін.).

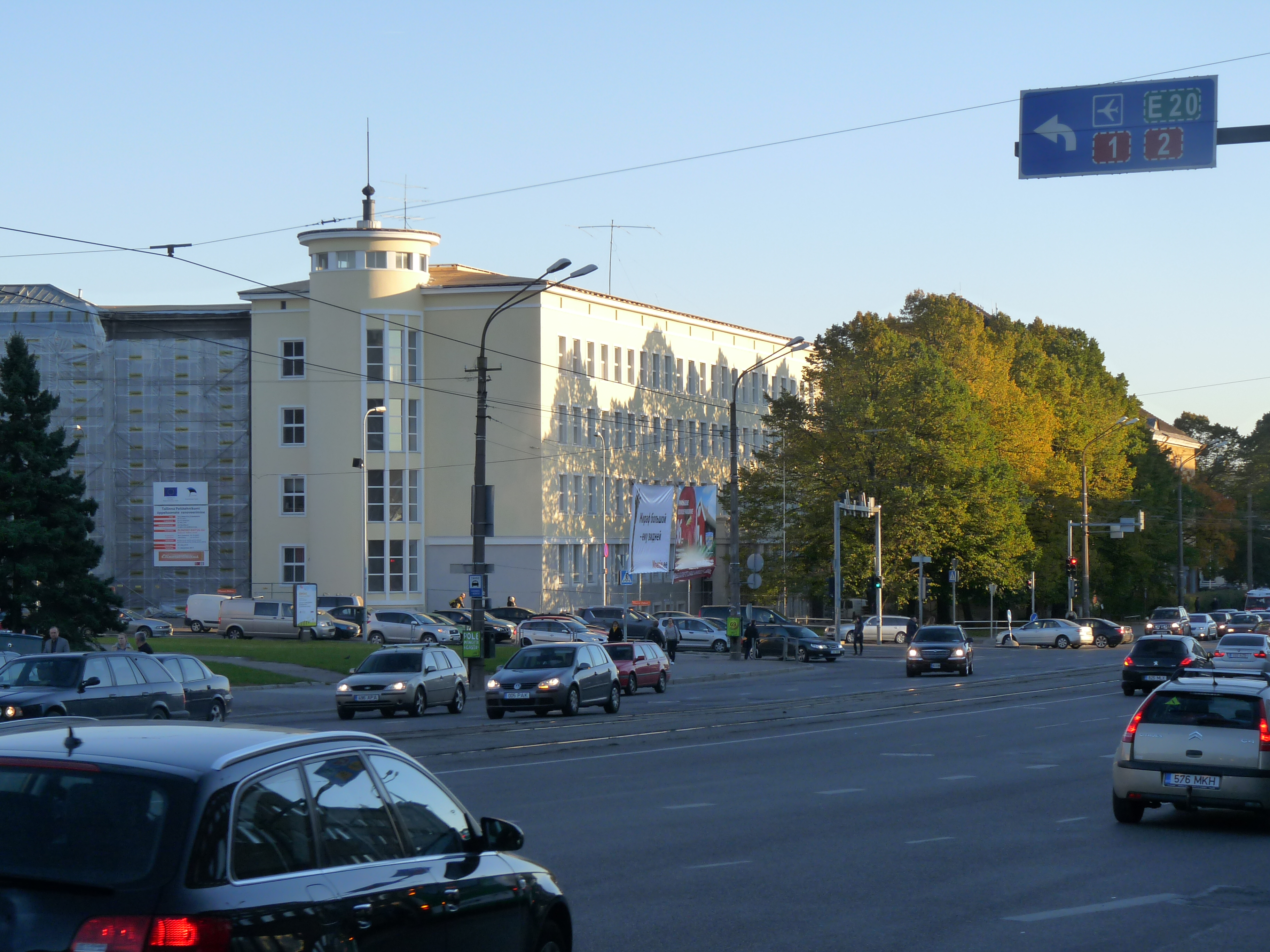
Талліннський технікум.

В УРСР у 1922—1930, коли в Україні діяла інша система освіти, ніж у РРФСР, назву «технікум» мали вищі навчальні заклади, які випускали фахівців вищої кваліфікації вузького профілю (вищі школи ширшого профілю мали назву інститутів).
1929 р. таких технікумів було 109 (з 26 800 учнями) у тому числі:
- педагогічних — 43,
- індустріально-технічних — 30,
- сільського господарства — 13,
- транспортних — 13,
- медичних — 3,
- мистецьких — 2,
- інших — 2.

У 1930—1932, через уніфікацію системи освіти в УРСР зі всесоюзною, технікуми реорганізовано на середні спеціальні навчальні заклади, чий профіль ще кілька разів змінювався.
1971—1972 в УРСР на 755 середніх спеціальних навчальних закладів з 797 000 учнями, було близько 513 Технікумів з близько 560 000 учнів.
До технікуму вступають за результатом вступних випробувань.

## У незалежній Україні
Те́хнікум — заклад вищої освіти першого рівня акредитації або структурний підрозділ закладу вищої освіти третього або четвертого рівня акредитації, який проводить освітню діяльність, пов'язану зі здобуттям певної вищої освіти та кваліфікації за кількома спорідненими спеціальностями, і має відповідний рівень кадрового та матеріально-технічного забезпечення.